# برإبر (السياني)

تعديل مصدري - تعديل

برابر محلة تابعة لقرية الزرائب، التابعة لعزلة العربيين بمديرية السياني إحدى مديريات محافظة إب في الجمهورية اليمنية.، بلغ تعداد سكانها 181 حسب تعداد اليمن لعام 2004.